# Stanisław Bohusz-Siestrzeńcewicz
Stanisław Siestrzeńcewicz (Bohusz-Siestrzeńcewicz) (ur. 26 listopada 1869 w majątku Niemenczynek koło Wilna, zm. 24 maja 1927 w Warszawie) – polski malarz, rysownik, ilustrator, wykładowca na Uniwersytecie Stefana Batorego w Wilnie, ewangelicko-reformowany działacz kościelny.

## Życie
Siestrzeńcewicz urodził się w rodzinie szlacheckiej jako syn Stanisława (1834-1897) i Konstancji z domu Wolan. Jego starszym bratem był generał Bolesław Bohusz-Sietrzeńcewicz (1868-1940).
Od 1888 roku studiował malarstwo na Cesarskiej Akademii Sztuk Pięknych w Petersburgu, był uczniem Bogdana Willewalde’a. Studiował również w Paryżu w Académie Julian. Był uczniem Józefa Brandta w jego prywatnej szkole w Monachium.
Siestrzeńcewicz był wprawdzie ewangelikiem, ale 20. czerwca 1899 w katolickiej parafii Św. Krzyża w Warszawie poślubił córkę swego nauczyciela Józefa Brandta, katoliczkę Marię Krystynę (1878–1945). Małżeństwo to nie było udane i wkrótce orzeczono rozwód; Maria Krystyna w 1905 roku wyszła za hr. Józefa Tyszkiewicza (1869–1912).
Siestrzeńcewicz zajmował się głównie malarstwem rodzajowym i pejzażowym. Potrafił wspaniale ukazać za pomocą piórka scenki z życia wsi i małych miasteczek okręgu wileńskiego. Prace te zebrał w wydanej w 1912 roku teczce „Rysunki piórem Stanisława Bohusz Siestrzeńcwicza”.
Portrety jego pędzla zdobiły salony wielu dworów na Litwie i Białorusi. Wystawiał swoje prace w „Zachęcie” oraz salonie Aleksandra Krywulta w Warszawie. Jego rysunki ukazywały się w „Tygodniku Illustrowanym” często w dziale „Nasze ryciny”.
Oprócz  dorobku artystycznego Siestrzeńcewicz był też autorem artykułów poświęconych sztuce i architekturze Wilna. Eseje te zostały wydane dzięki wileńskiemu wydawnictwu Znicz w postaci broszur. Siestrzeńcewicz jest też twórcą wykładów poświęconych wybitnym polskim malarzom Janowi Matejce i Józefowi Chełmońskiemu.
Był współorganizatorem i reżyserem „Achów”, wileńskich sztuk kabaretowych, które odbywały się co roku w okresie karnawału w latach 1904–1914.
Był zaangażowany w życie kościelne Jednoty Litewskiej. W 1918 został wybrany ostatnim prezydentem Kolegium (konsystorza) Jednoty Litewskiej przed jej podziałem na część w Birżach i w Wilnie, a potem w latach 1919-1921 pełnił tę funkcję dla wileńskiej części kościoła.
Siestrzeńcewicz chorował na gruźlicę. Zmarł nie zostawiwszy potomstwa 24 maja 1927 roku w Warszawie. Pochowany został 28 maja na cmentarzu ewangelicko-reformowanym w Wilnie. Cmentarz ten został zlikwidowany w roku 1956, jednak nagrobek artysty został przeniesiony na Cmentarz Na Rossie.  Obecnie nagrobek artysty powrócił na dawne miejsce cmentarza Ewangelików-Reformkwanych w Parku Reformatów w Wilnie.Jest tam również nagrobek Konstantego Wolana dziadka malarza.

## Wystawy
- Wystawa doborowych dzieł malarstwa polskiego ku uczczeniu pamięci Józefa Brandta i Alfreda Wierusz–Kowalskiego, Muzeum im. Mielżyńskich w Poznaniu, 1918.[7]
- Wystawa malarstwa polskiego XIX wieku, styczeń – marzec 1922, Muzeum Lubelskie[8]
- Wystawa malarstwa polskiego drugiej połowy XIX wieku, Towarzystwo Zachęty Sztuk Pięknych, Czerwiec -Sierpień 1929, Warszawa[9].
- Wystawa malarstwa polskiego "Koń w malarstwie polskim od połowy XIX do początku XX wieku",  8 czerwca – 15 sierpnia 2006, Muzeum Miasta Pabianic[10]
- ”Wileńskie ślady" 15 maja – 14 września 2014 r., Muzeum Sztuki Vytautasa Kasiulisa w Wilnie, Litwa
- „Wileńska szkoła rysunku 1866-1915”, 4 października – 26 listopada 2017, Narodowa Galeria sztuki w Wilnie, Litwa[11]
- „Mistrz Rysunku. Stanisław Bohusz-Siestrzeńcewicz  - 150”, 27 listopada 2019 r. - 12 stycznia 2020, wystawa w 150 leci śmierci malarza Wilno Wileńska Galeria Obrazów w Wilnie, Litwa
- „Stanisław Bohusz-Siestrzeńcewicz 1869 – 1927”, 23 kwietnia – 31 lipca 2021, Muzeum Okręgowe w Suwałkach[12]
- „Stanisław Bohusz–Siestrzeńcewicz 1869 – 1927”, 14 sierpnia – 10 października 2021, Pałac Tyszkiewiczów w Zatroczu, Litwa[12]
- „Stanisław Bohusz-Siestrzeńcewicz - Drzeworyty i ilustracje prasowe”, 4 października – 4 grudnia 2021, Muzeum im. Prezydenta Kazimierza Griniausa w Mariampolu, Litwa
- „Stanisław Bohusz–Siestrzeńcewicz 1869 – 1927”, 28 października – 15 grudnia 2021, Wileńska Galeria Obrazów w Wilnie, Litwa[12]

## Galeria

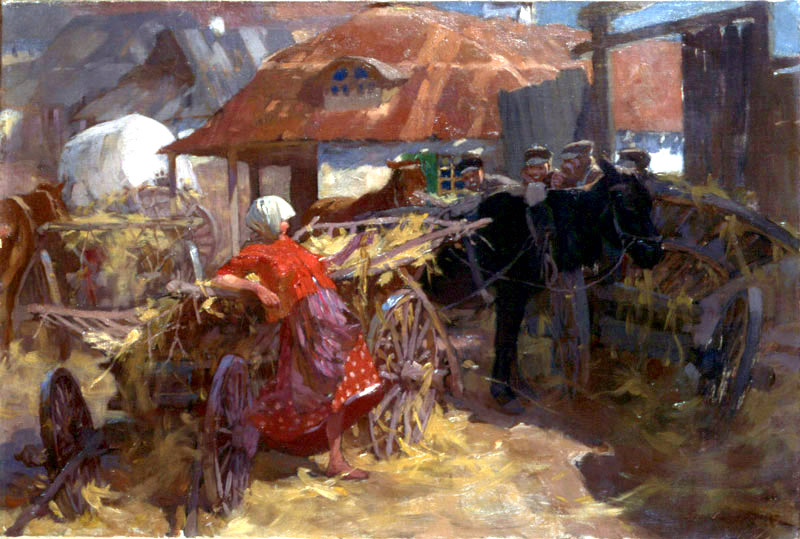
Jarmarczny flirt 1907 r.
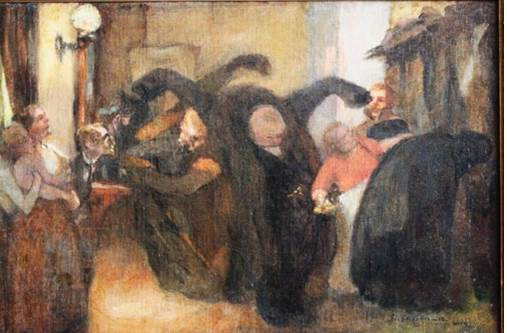
Scena w przedpokoju, po 1900 r.
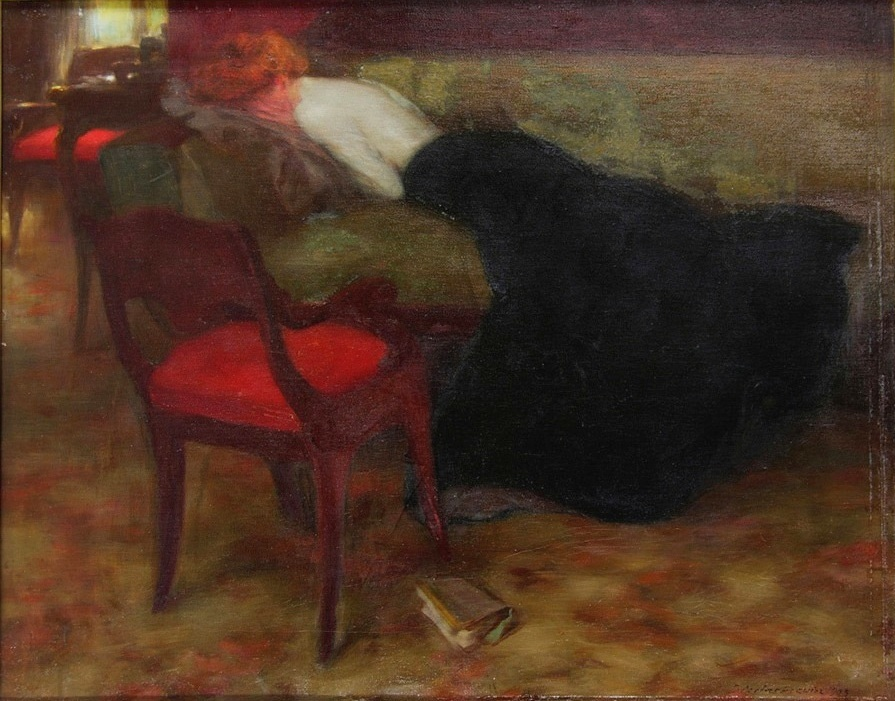
Pani płacząca, 1903 r.
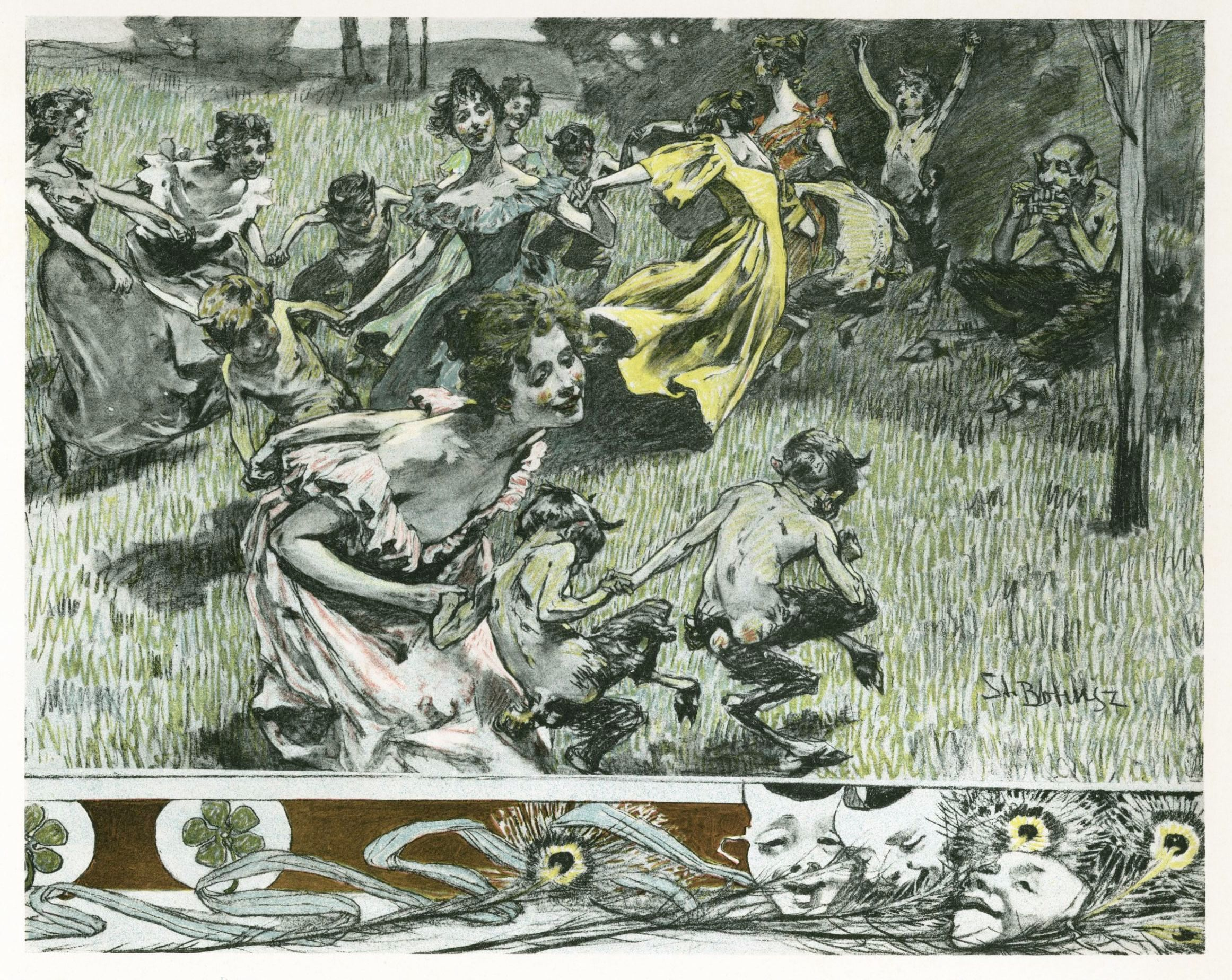
Taniec 1897 r.
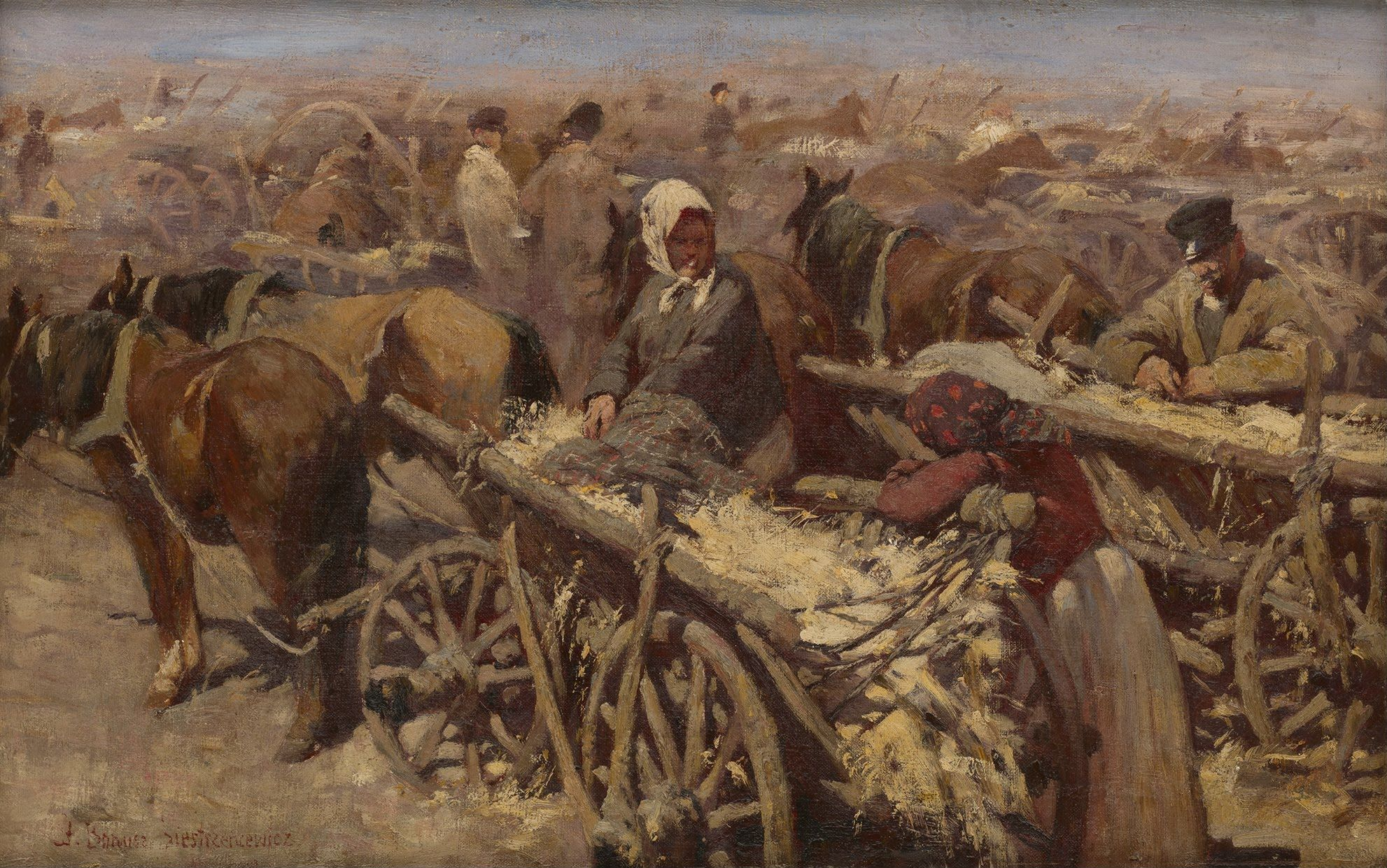
Na targu (Dziewczyna na wozie), 1896 r.
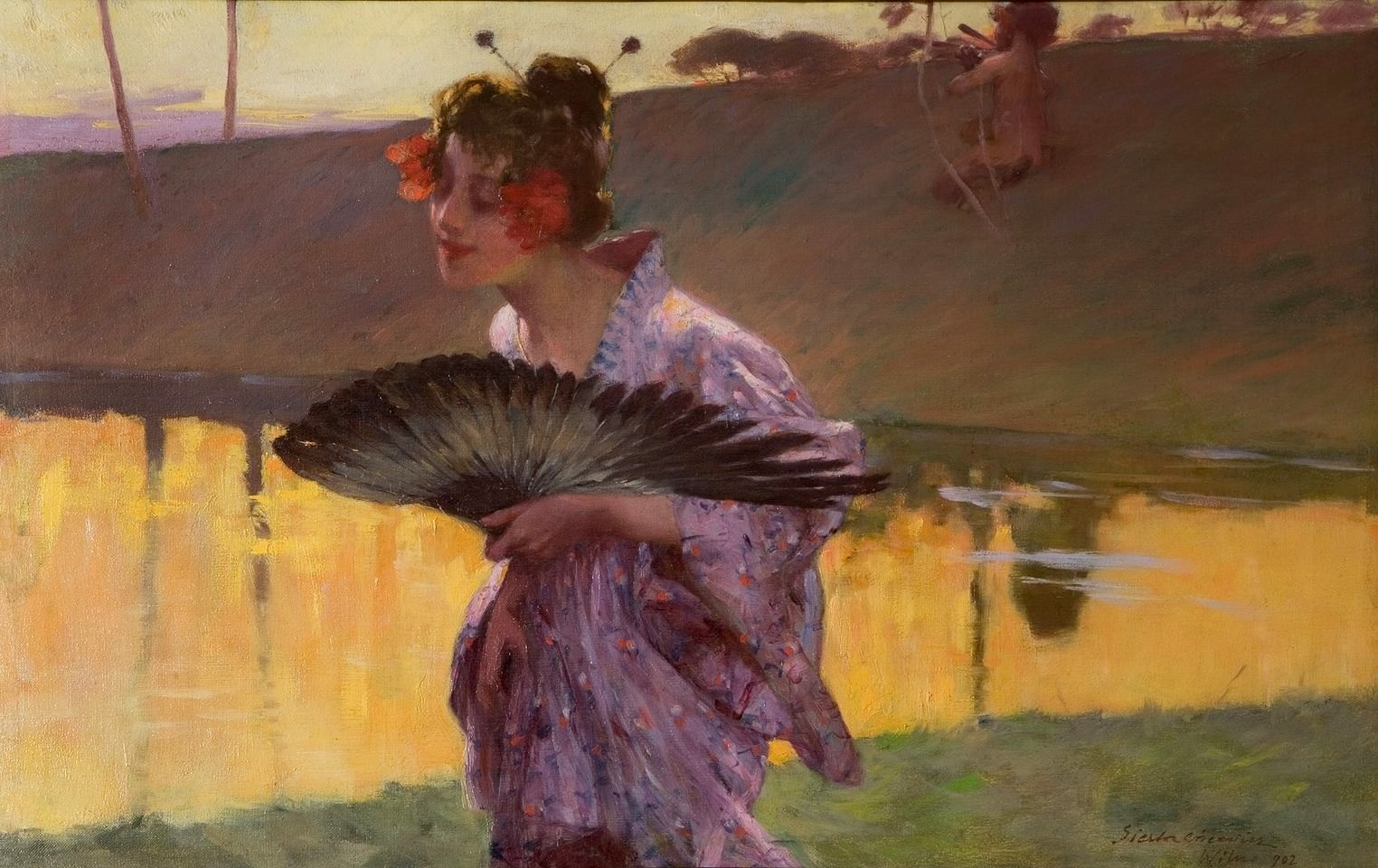
Gejsza, 1902 r.
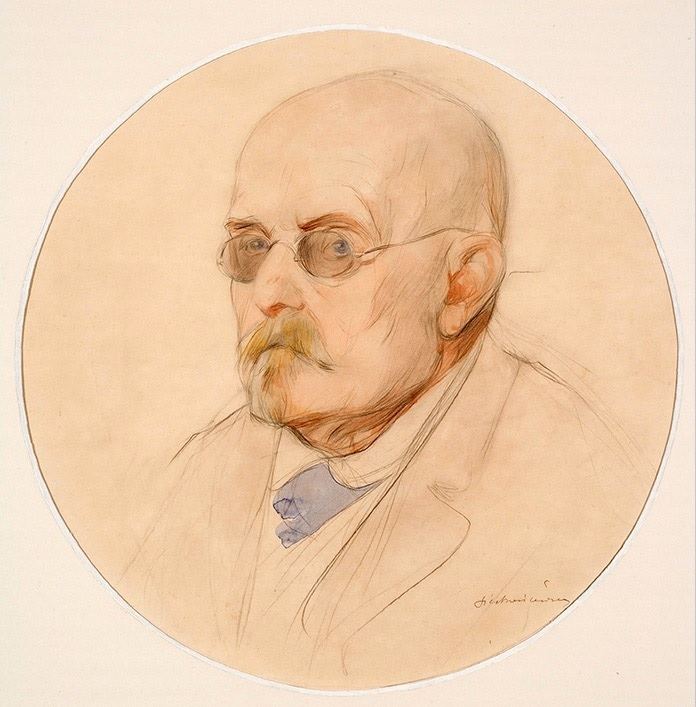
Portret Aleksandra Oskierki, 1922 r.
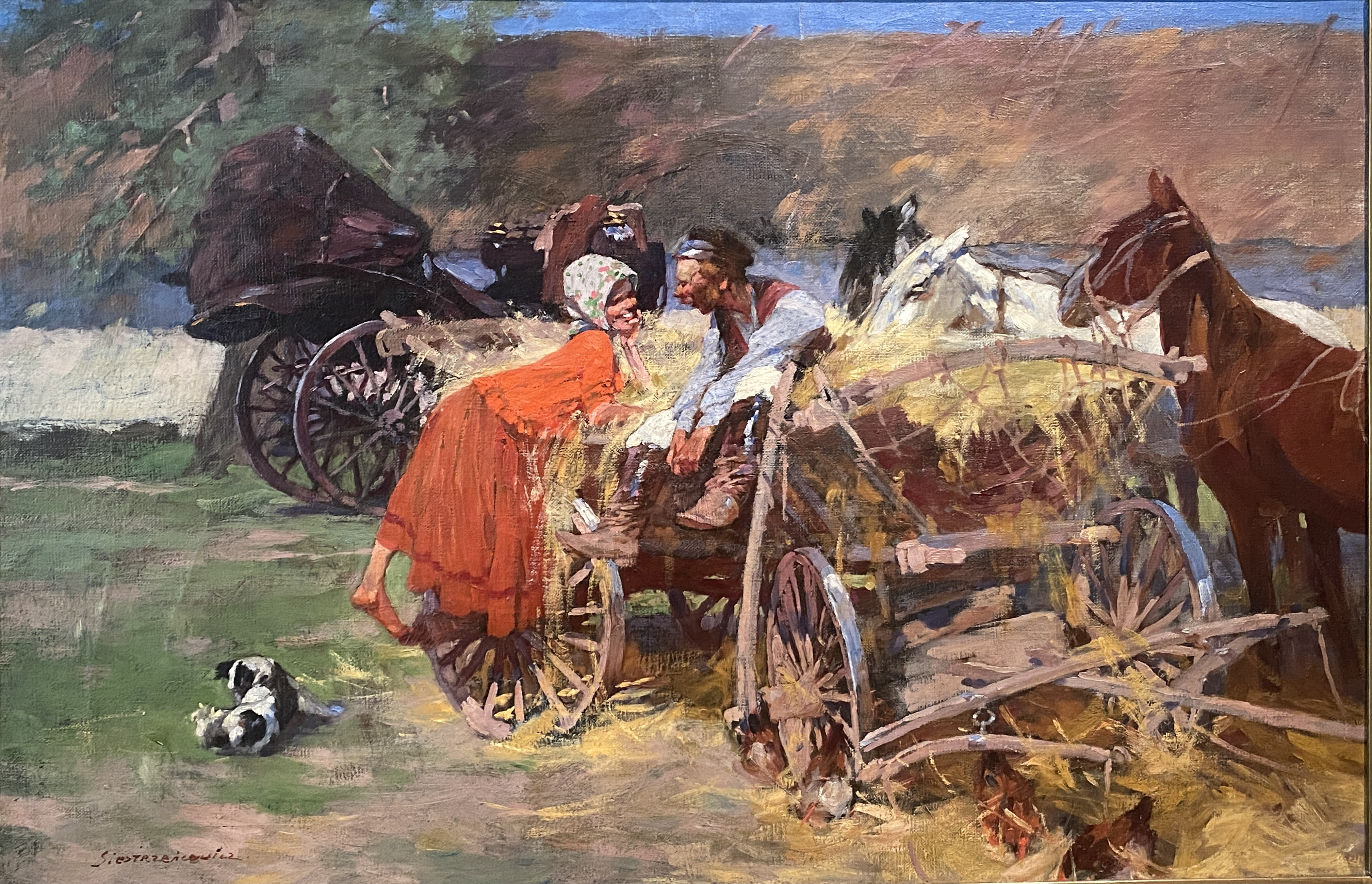
Zaloty, po 1900 r.
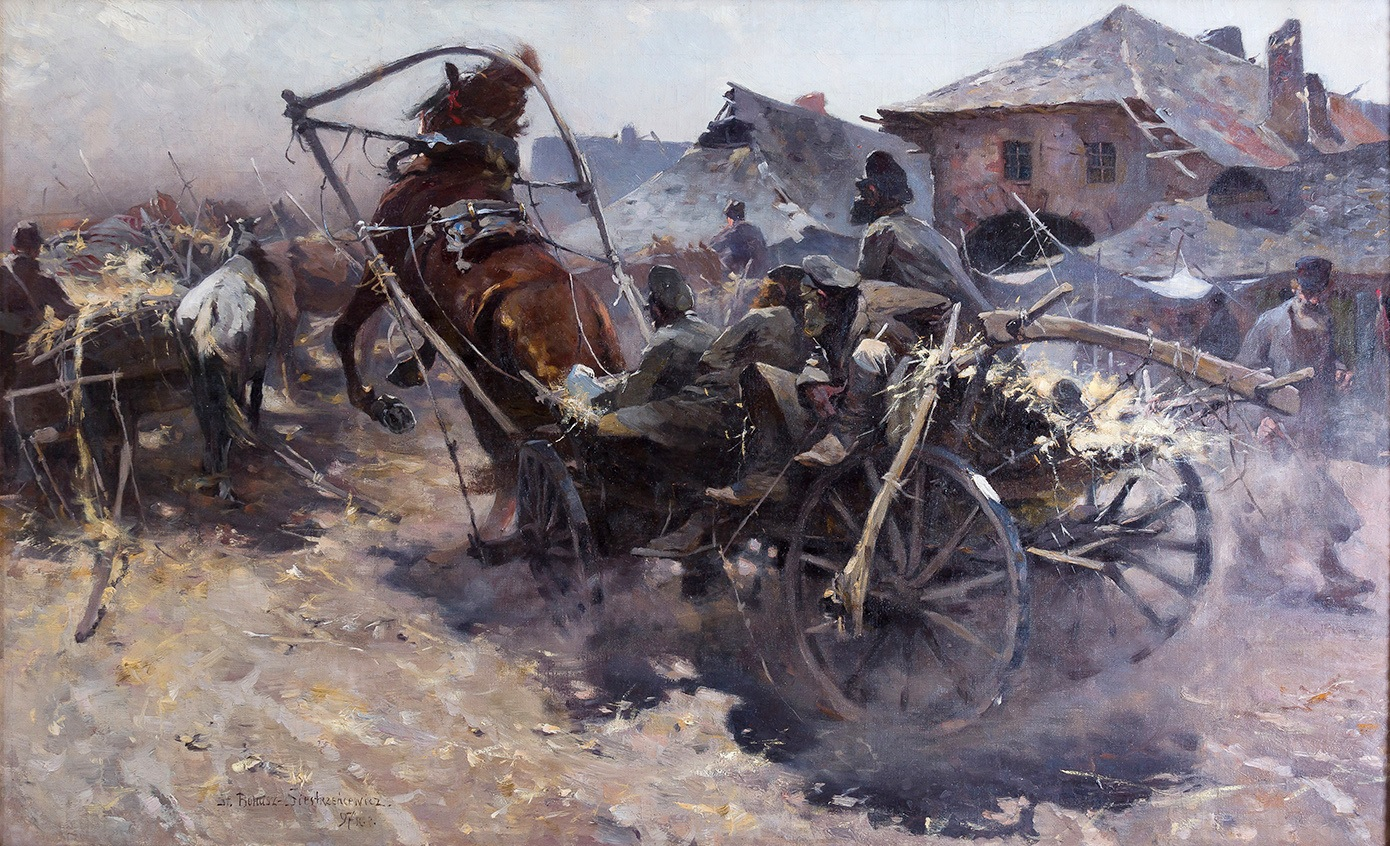
Na jarmarku, 1897 r.
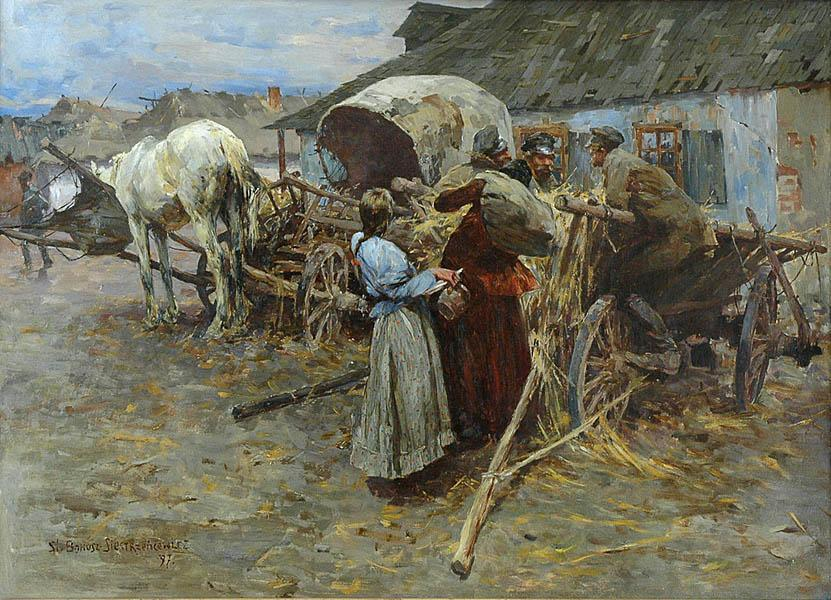
Rozmowa (Przy wozie, Przed karczmą) 1897 r.
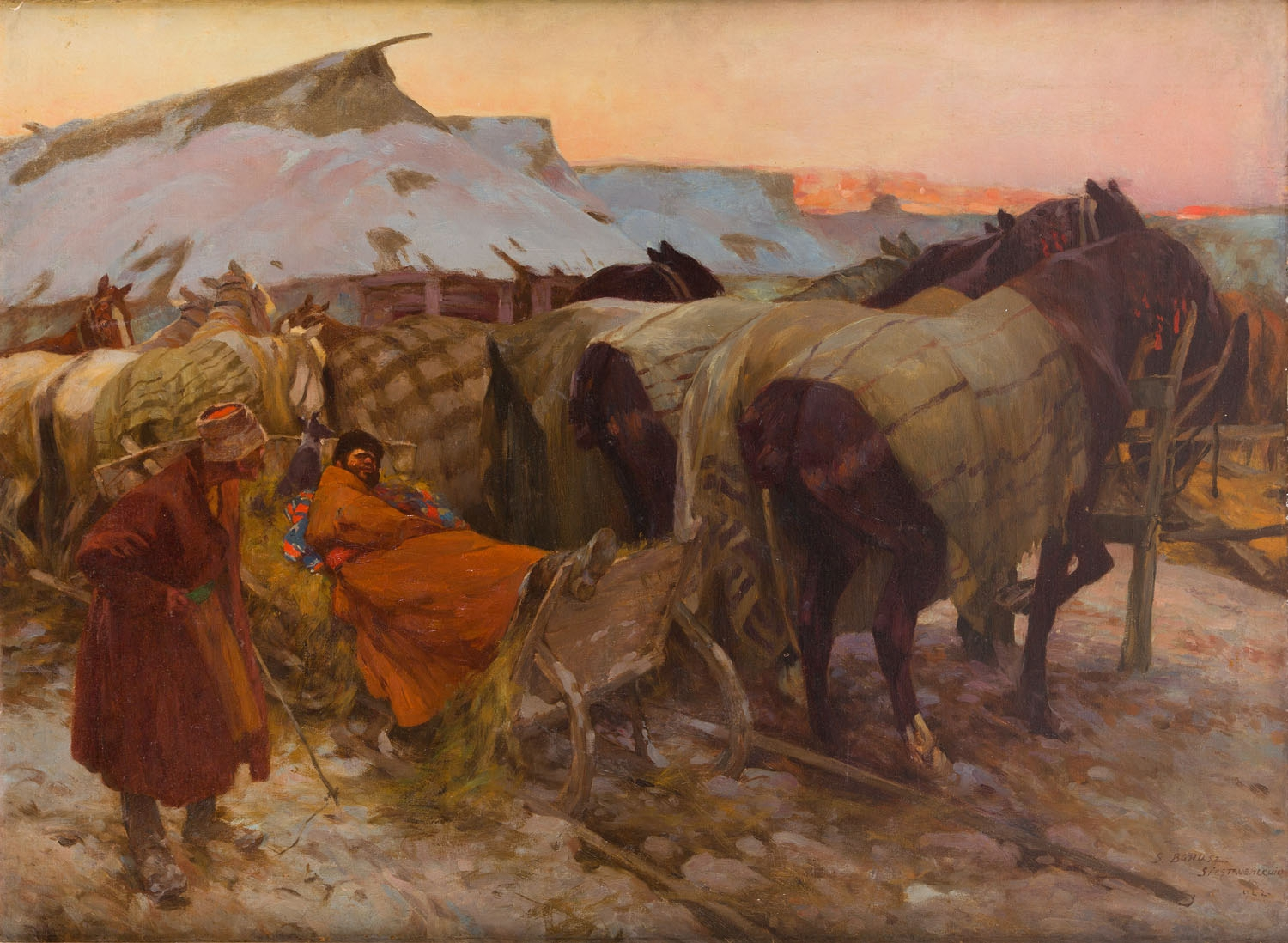
Przed chatą, 1922 r.
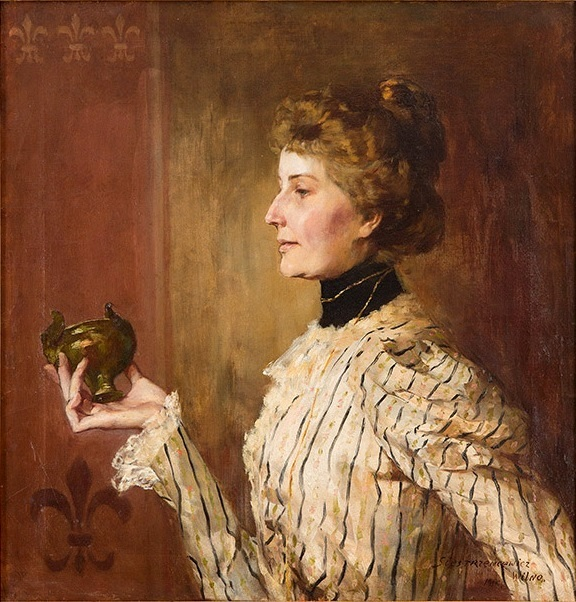
Portret kobiety z pucharkiem, 1915 r.
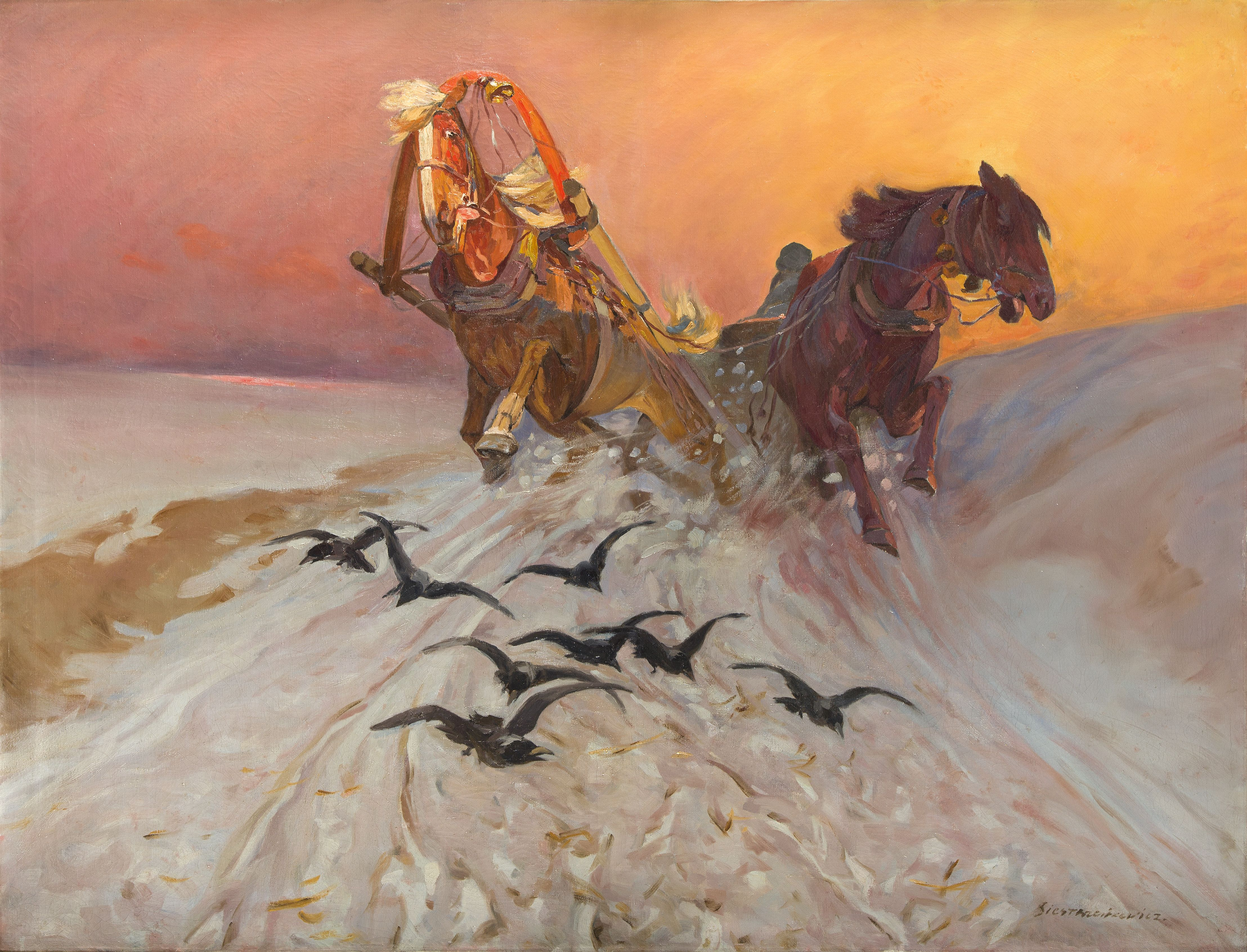
Wrony przed saniami, po 1900 r.
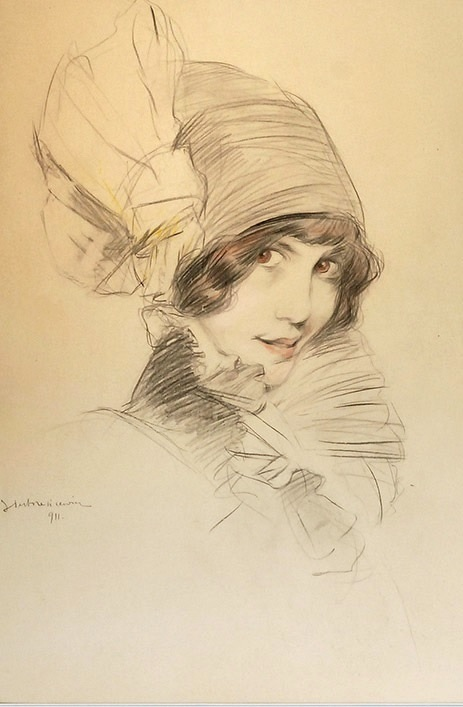
Portret damy (Lucyna Messal), 1911 r.
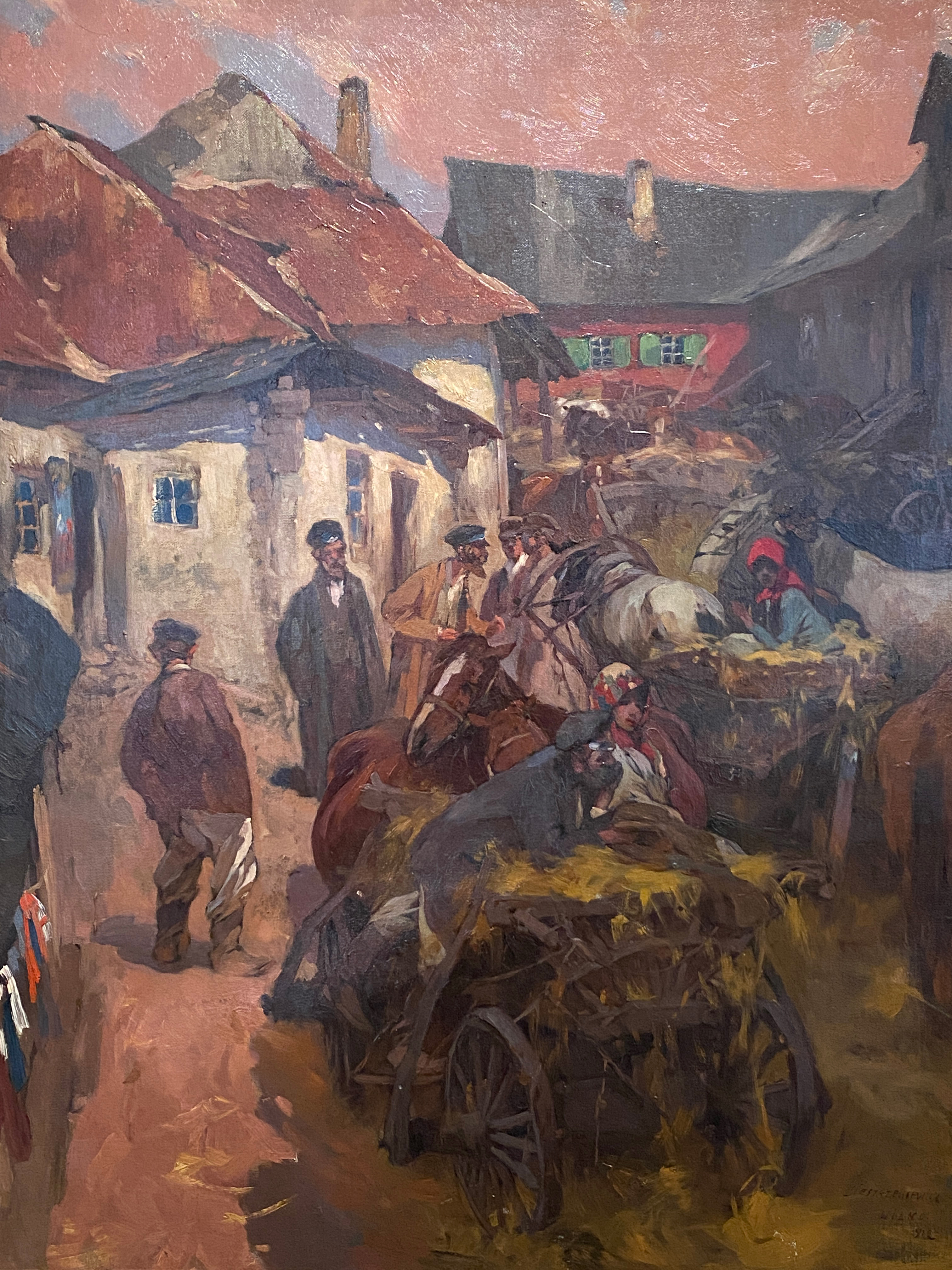
Zaułek, 1912 r.
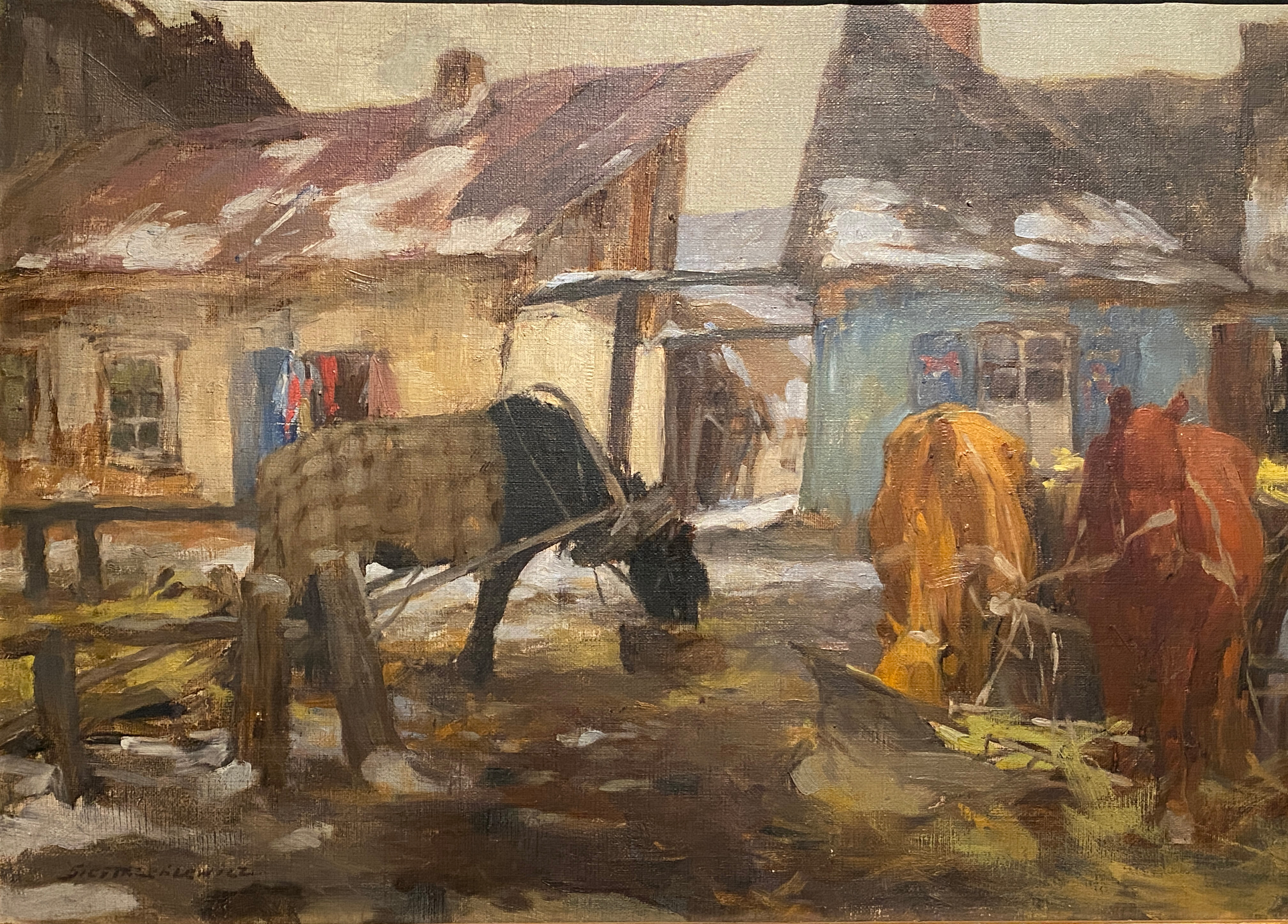
Konie w podwórzu, 1902 r.
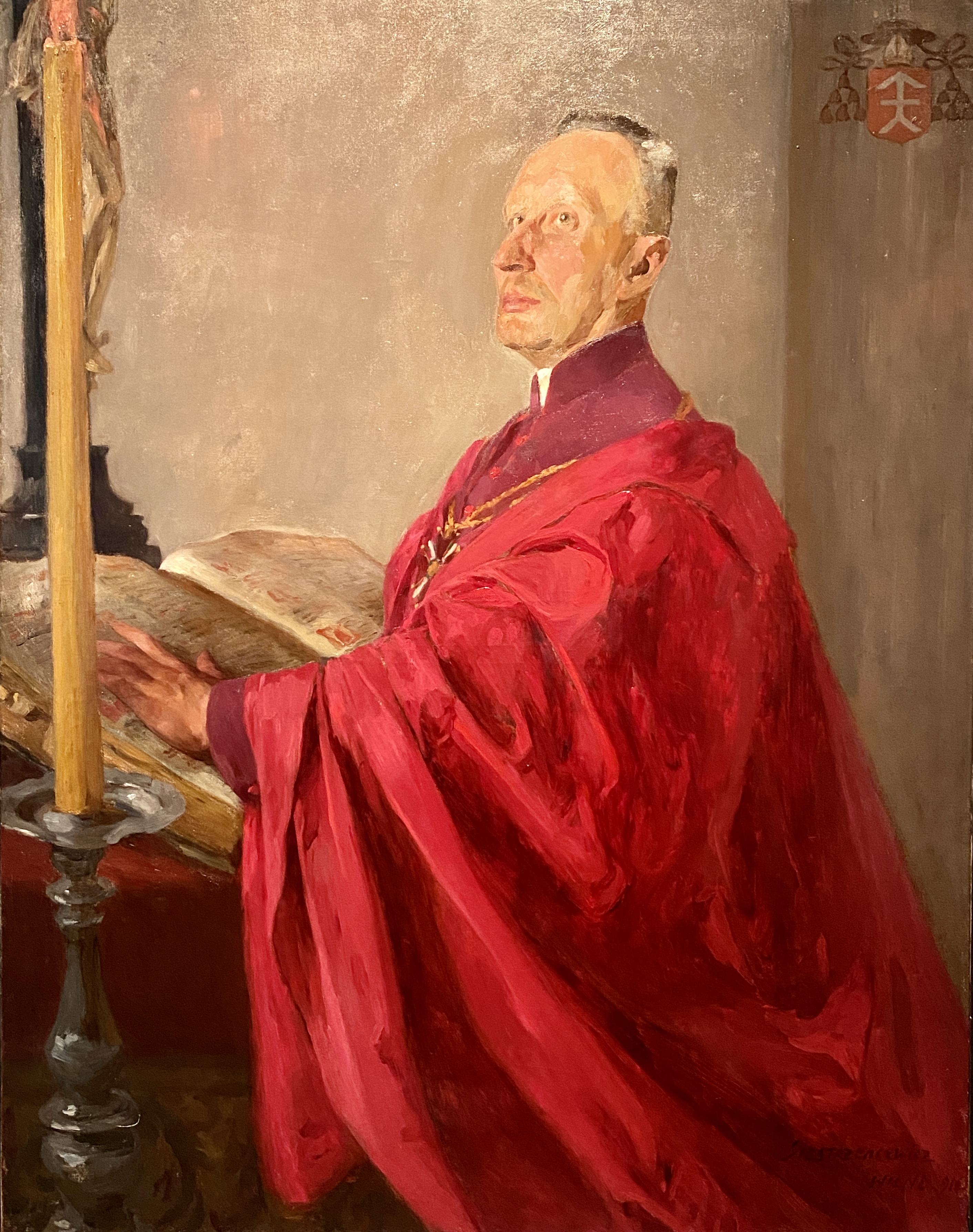
Portret biskupa Kazimierza Michalkiewicza, 1916 r.
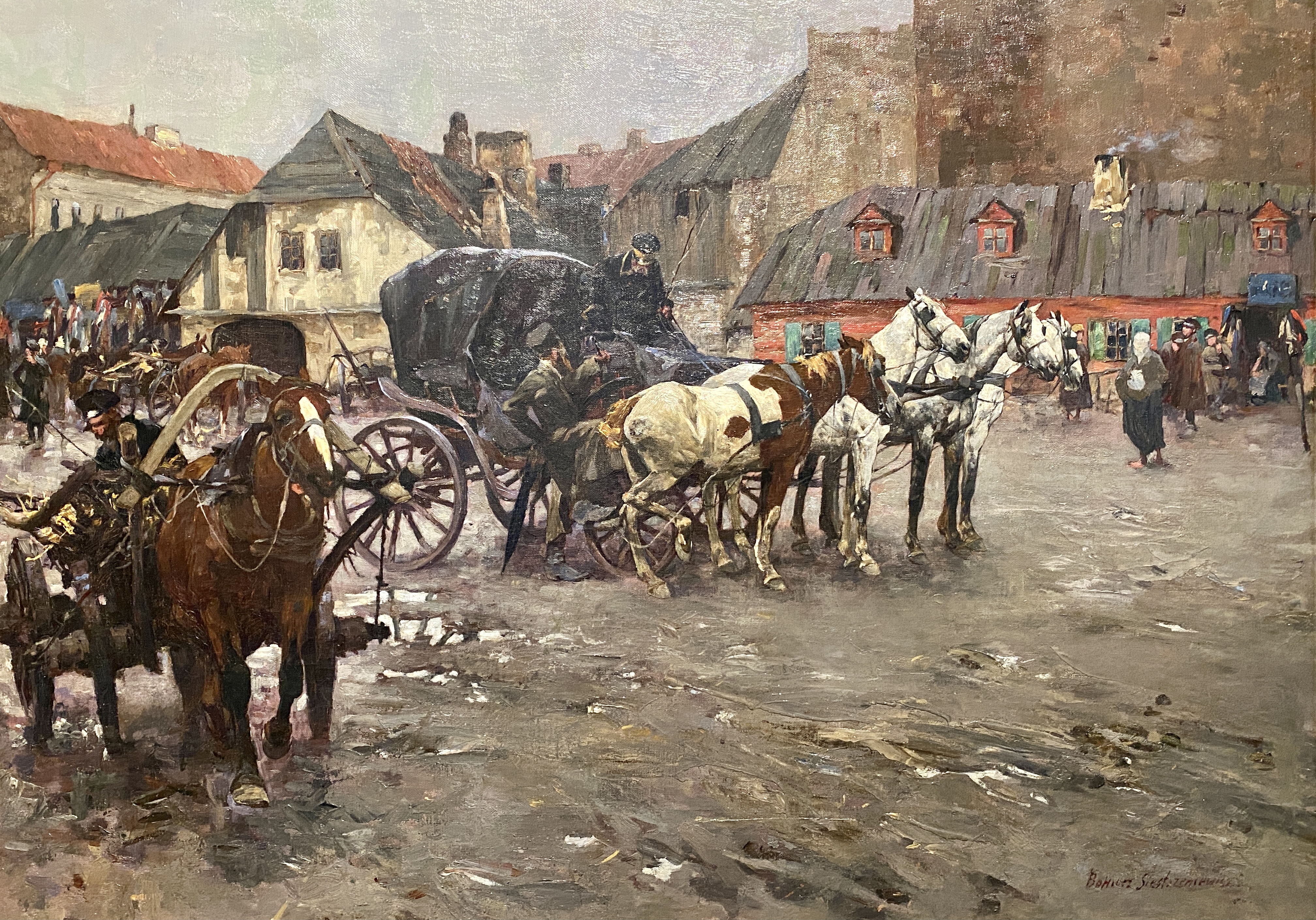
W miasteczku kresowym, 1900-1910 r.
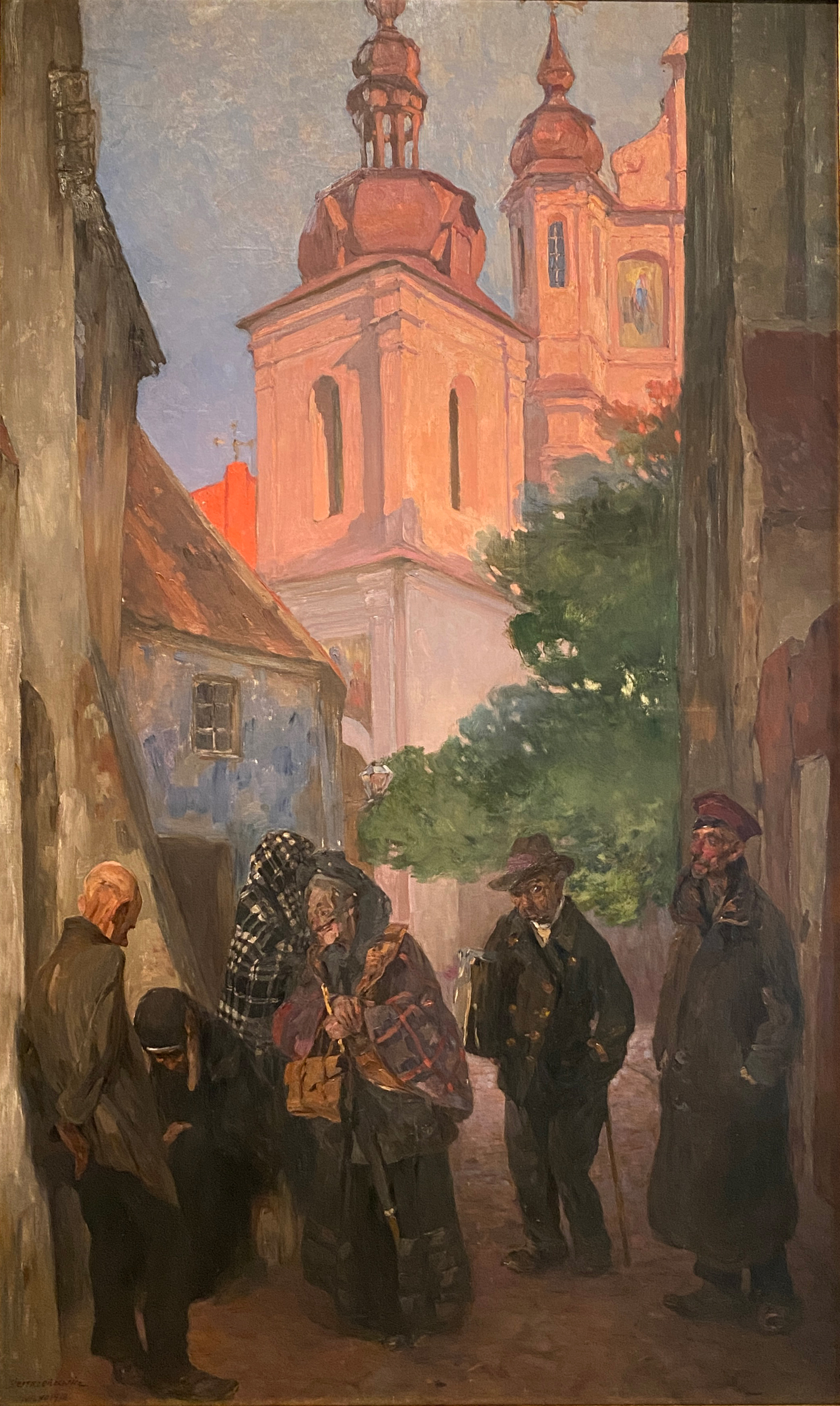
Ulica w Wilnie (Tania kuchnia dla inteligencji) 1918 r.
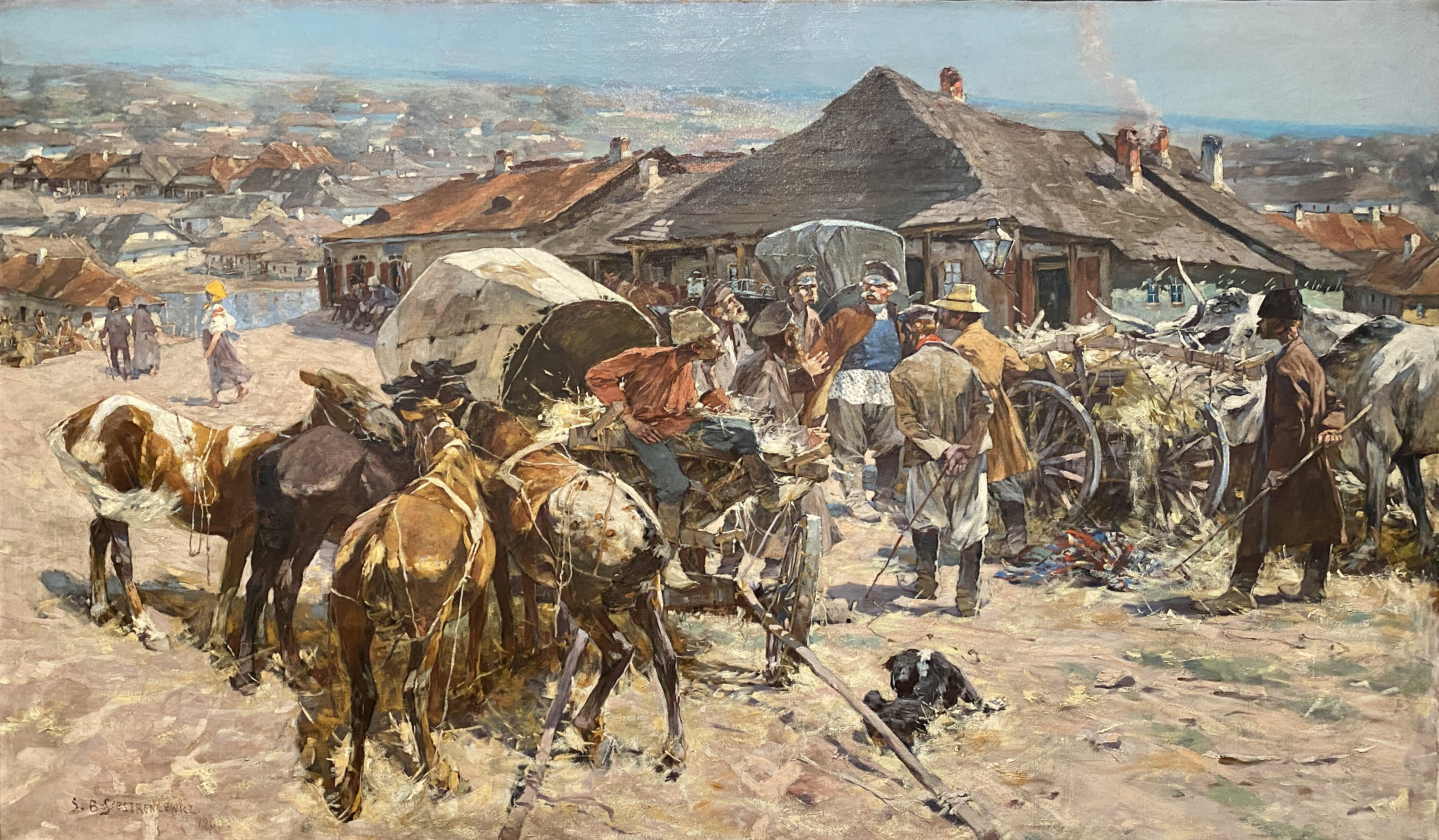
Targ na kresach, 1900 r.
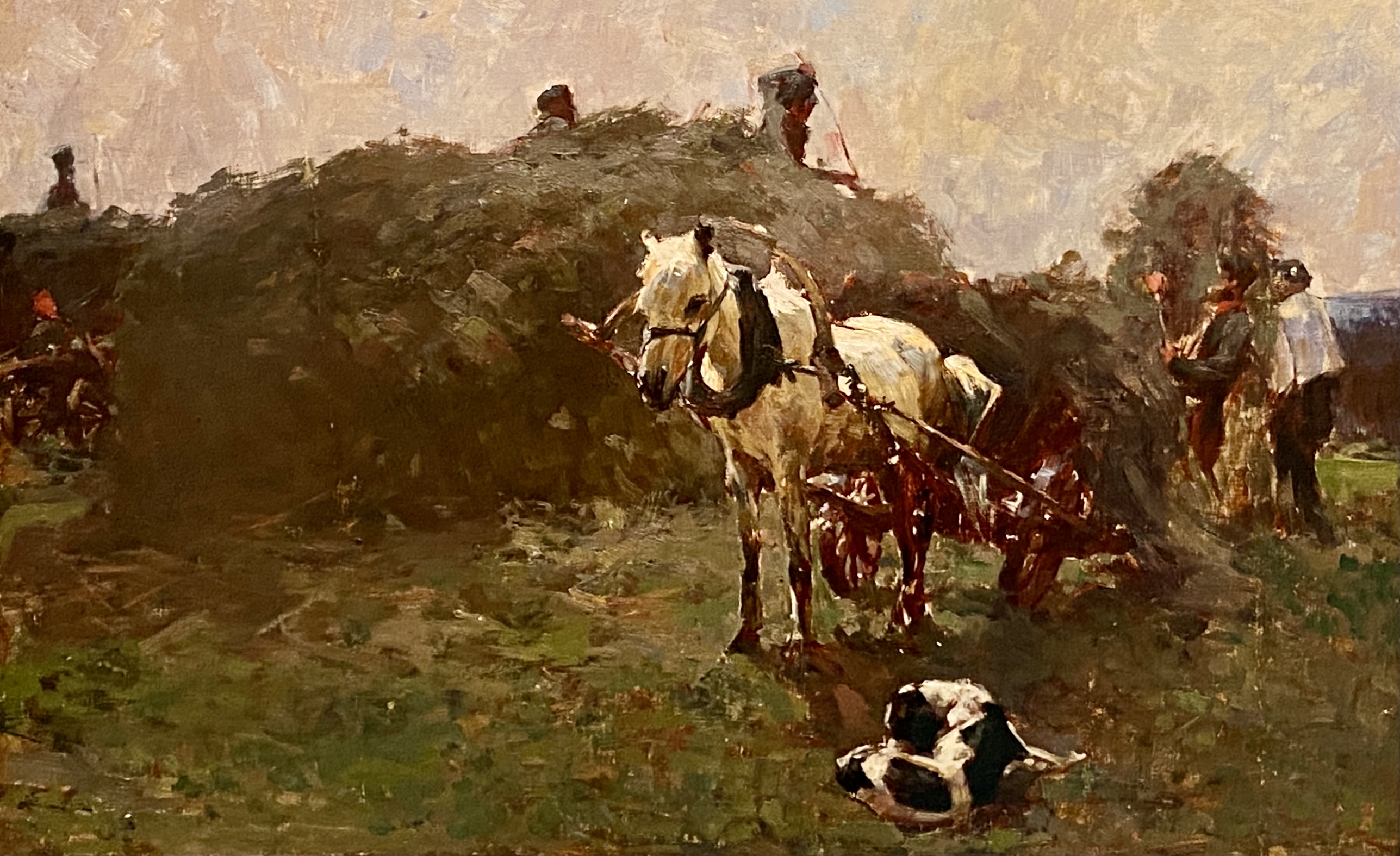
Zbiór siana, około 1900 r.
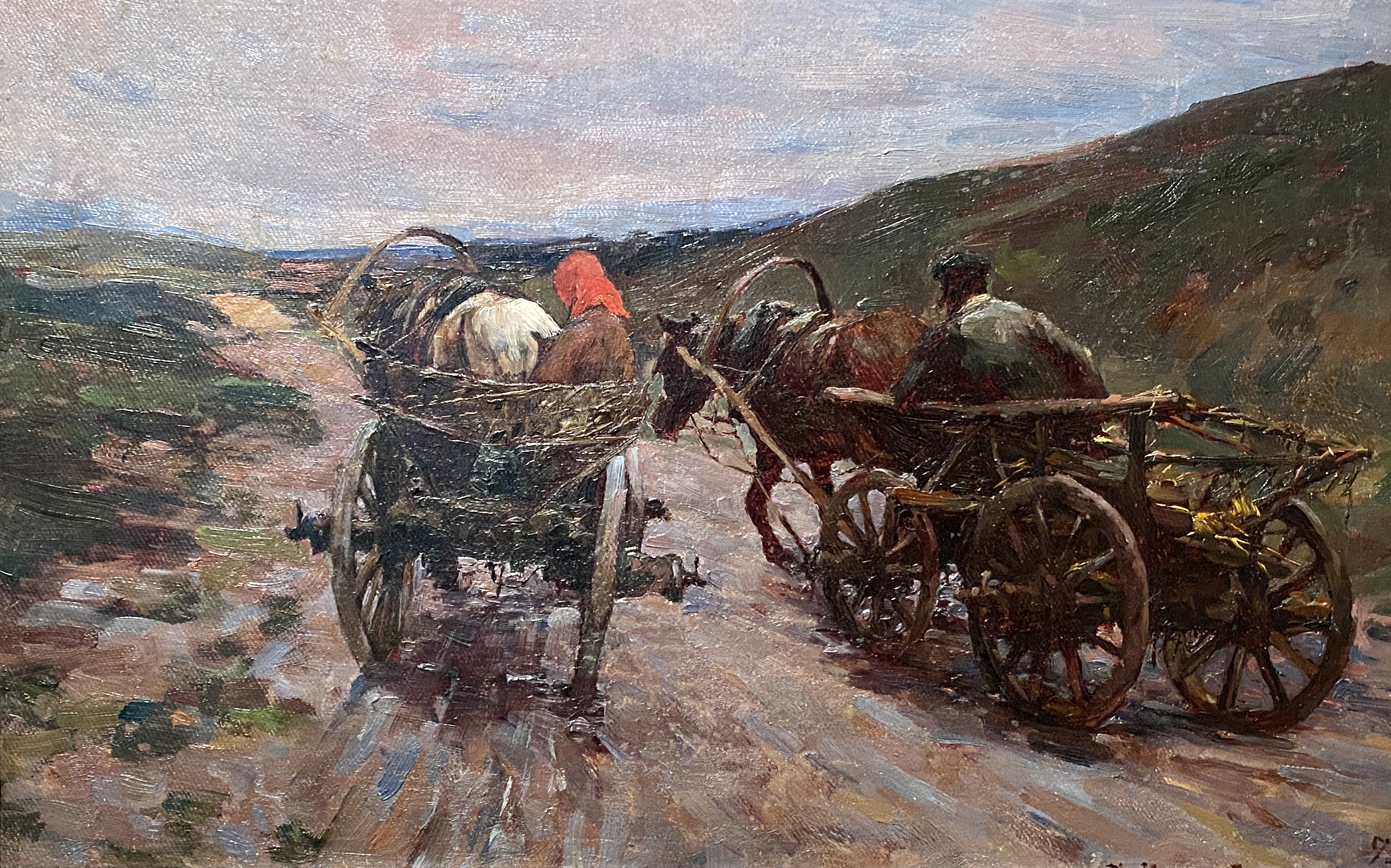
W drodze, 1893 r.
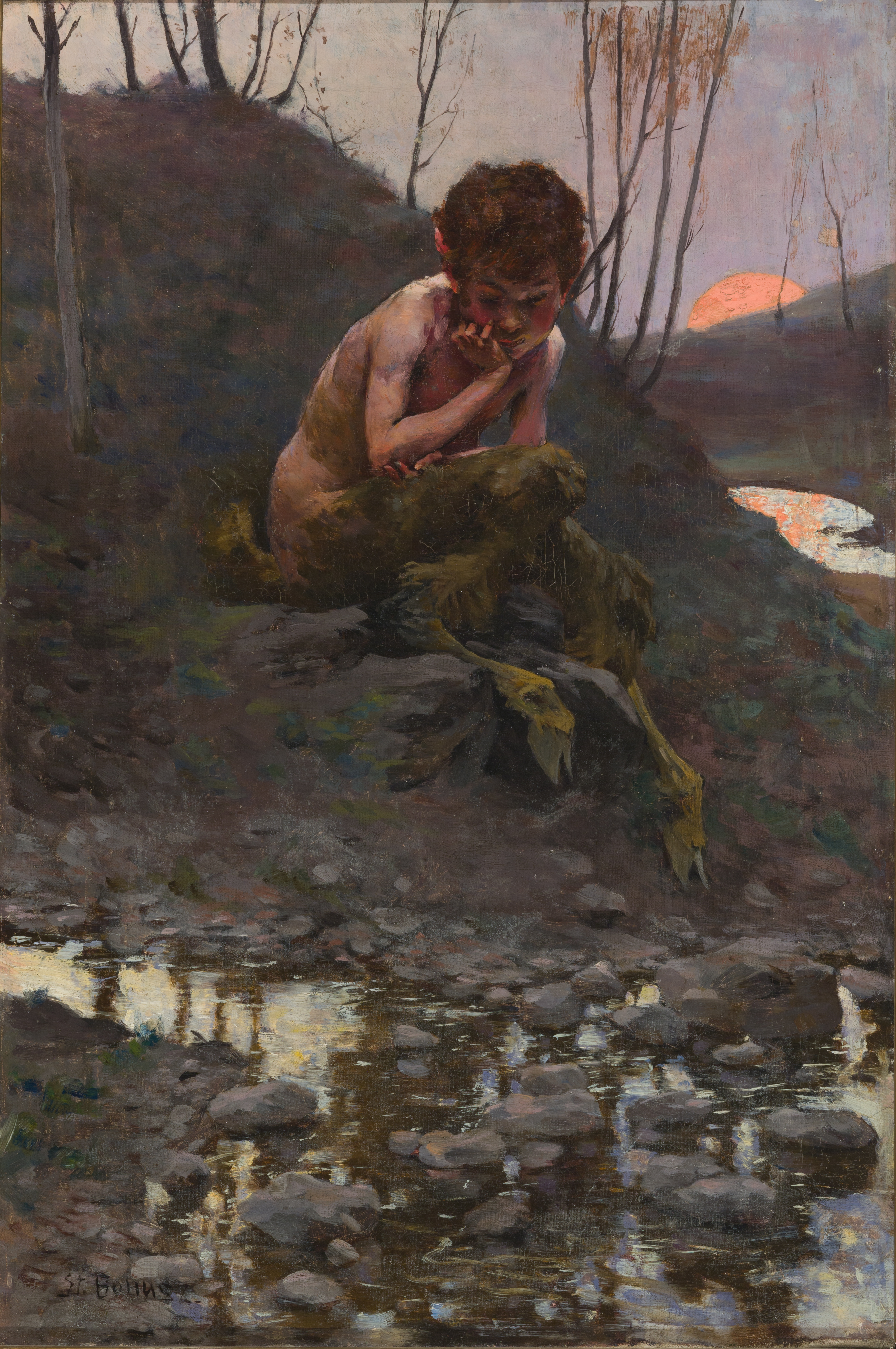
Mały faun, po 1900 r.
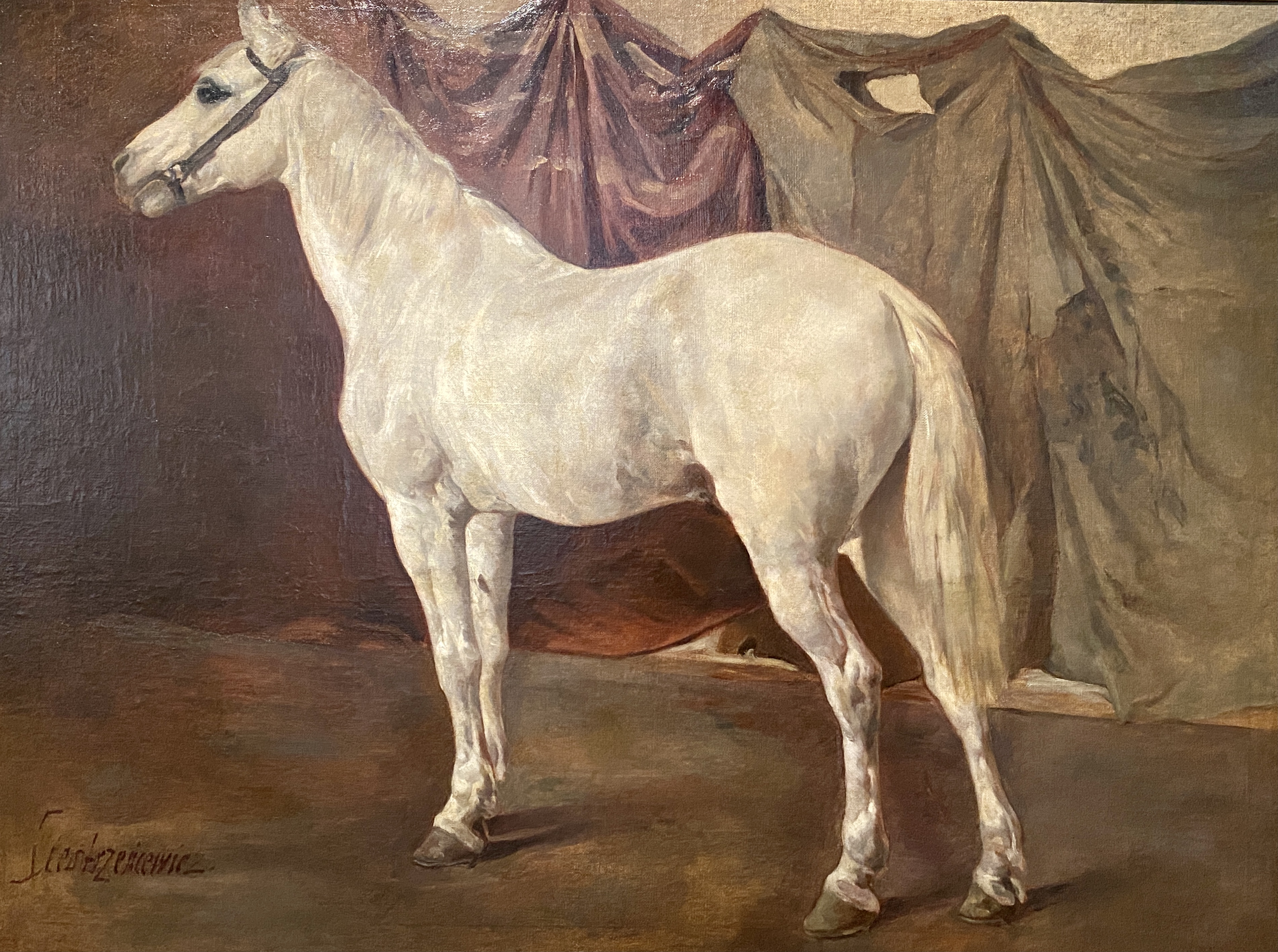
Studium konia, po 1900 r.
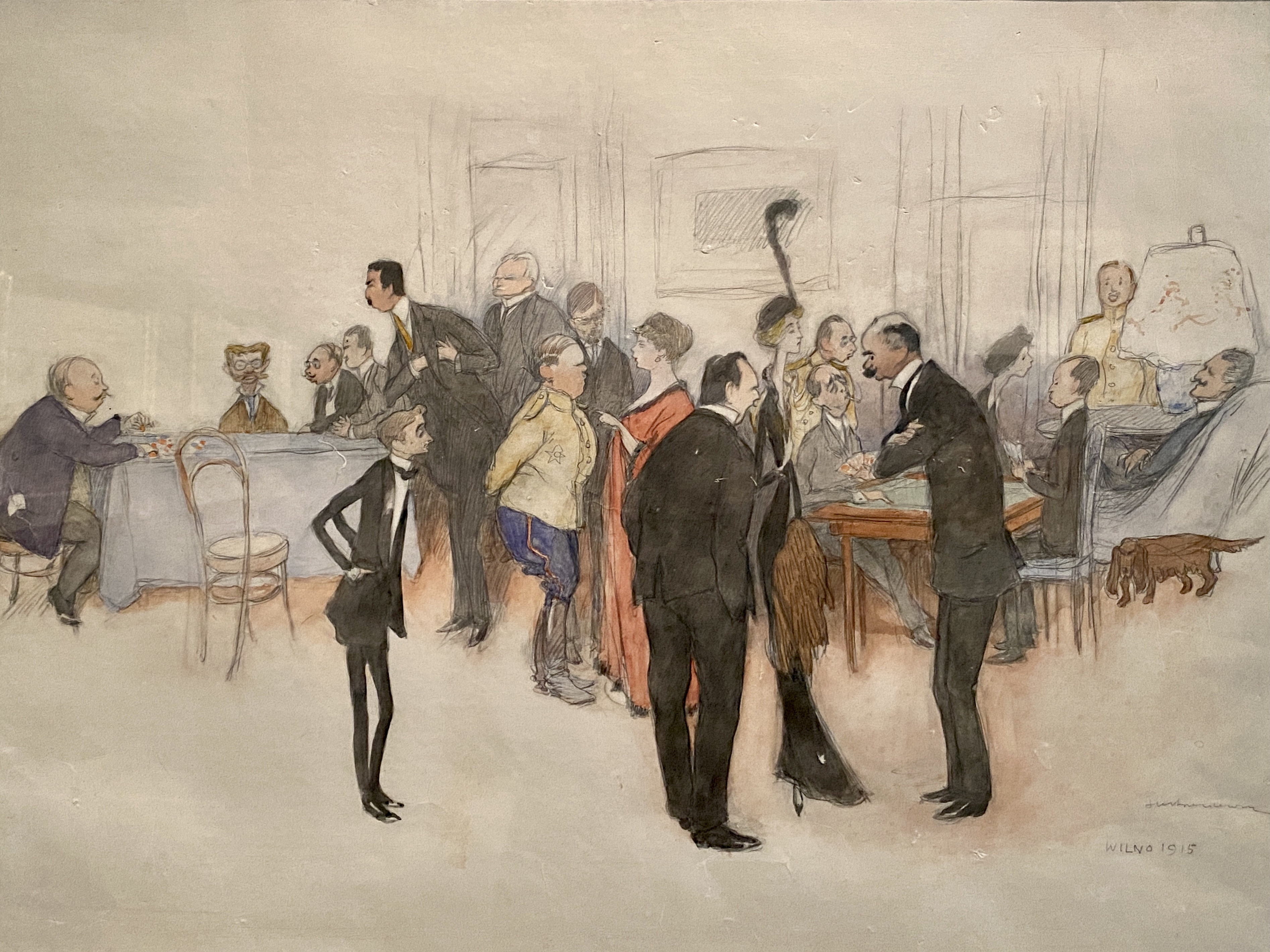
Karykatura z salonu Hr. Karaszewskiej, 1915 r.
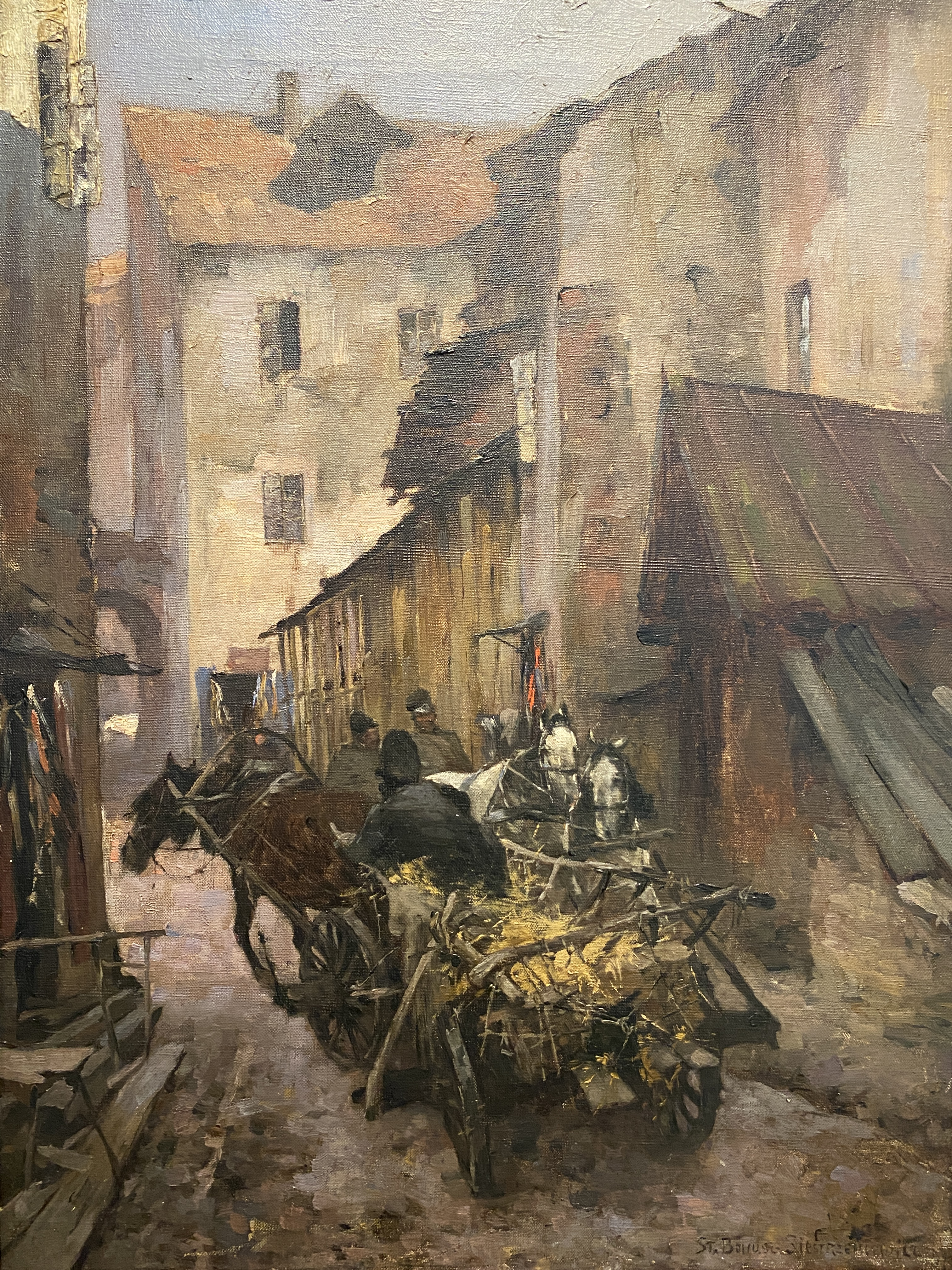
Zaułek wileński (Mijające się wozy), 1897 r.
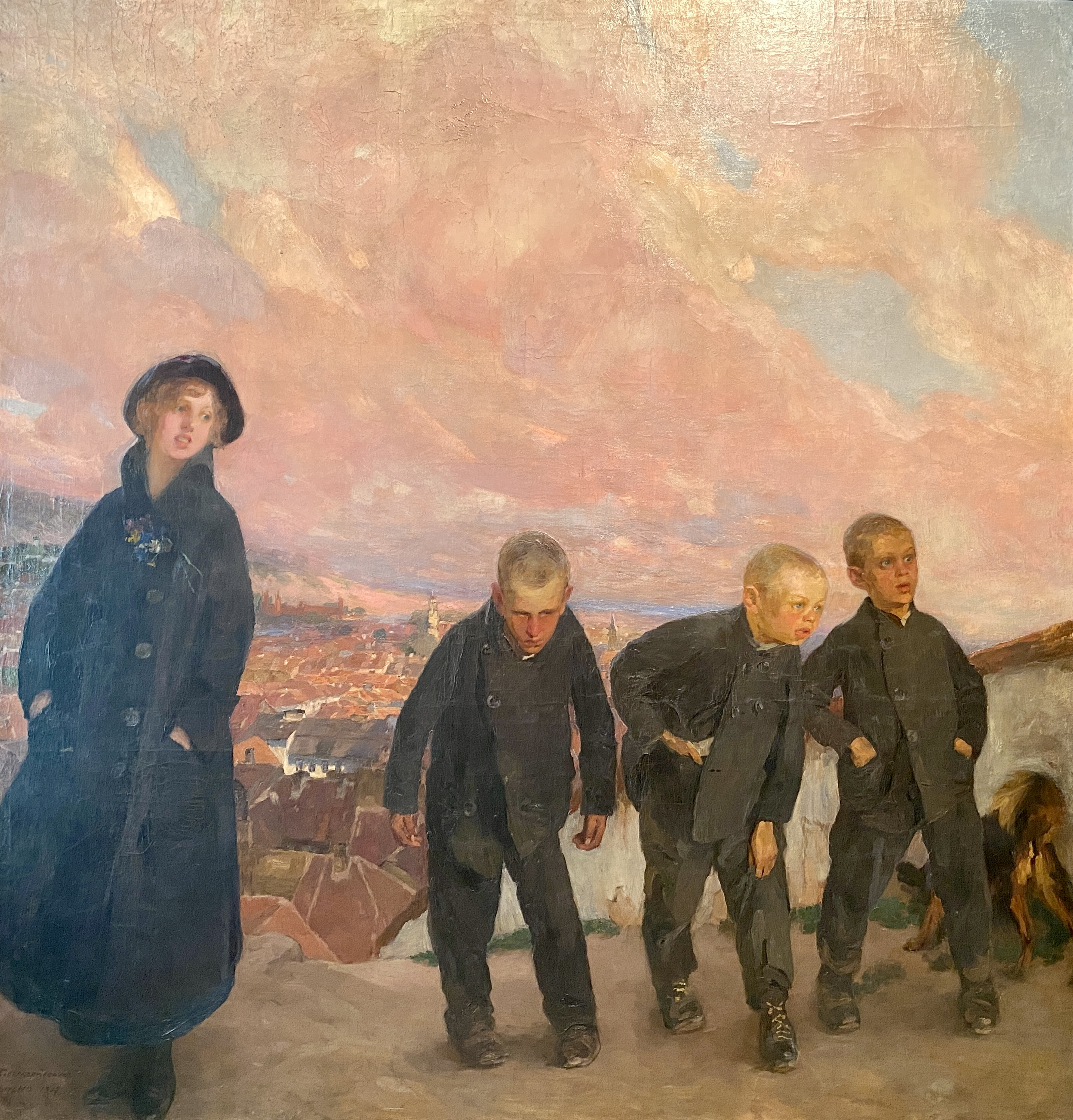
Wilna nie oddamy (Głód w Winie, Dzieci z przedmieść), 1917 r.
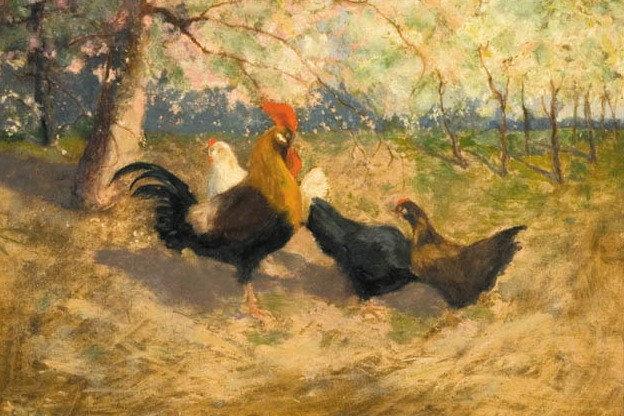
Kogut i kury, około 1900 r.
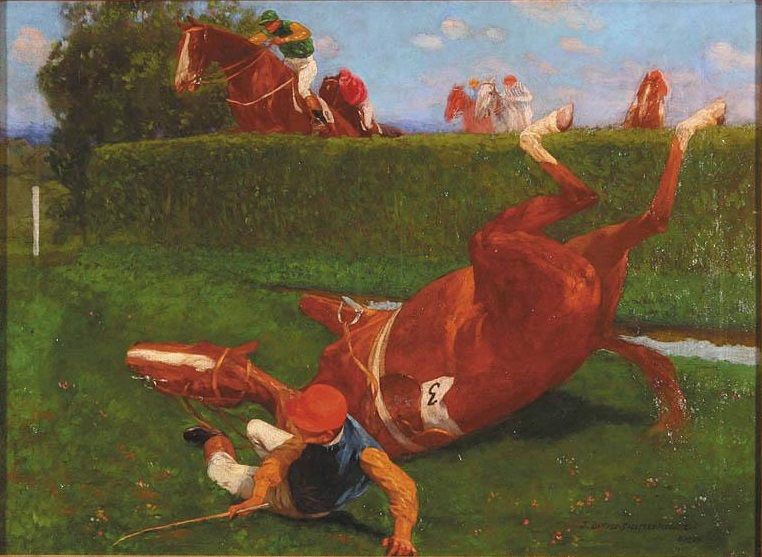
Upadek z konia, po 1900 r.
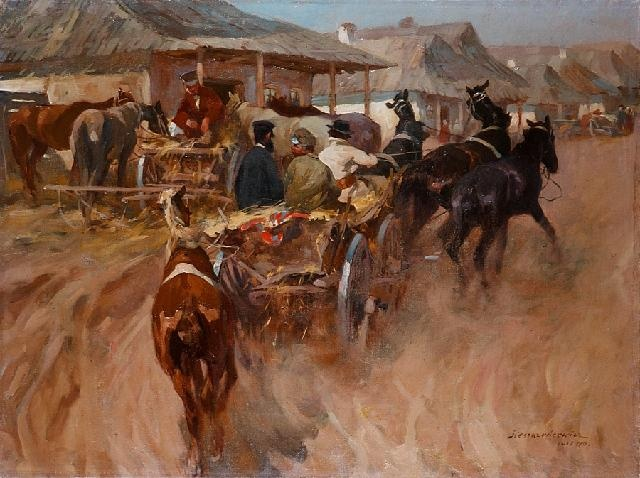
Pędzący wóz (Na targ), po 1900 r.